# Alizade
Asya Alizade, nota semplicemente come Alizade (in russo Ася Ализаде?, Asja Alizade; Naxçıvan, 28 ottobre 2000), è una rapper e cantante azera con cittadinanza russa.

## Biografia
Originaria di Naxçıvan, all'età di sette anni si è trasferita con la famiglia a Mosca, dove ha portato a termine gli studi. Ha intrapreso la propria attività musicale nel 2019, firmando un contratto con la Warner Russia e collaborando col russo Big Baby Tape.
Il suo EP d'esordio, intitolato Molly Mo Music, è stato reso disponibile per il consumo a partire dall'agosto 2021. A seguito dell'invasione russa dell'Ucraina del 2022, Alizade ha lasciato la Federazione Russa per stabilirsi in Turchia.
Nel marzo 2023 è avvenuta la pubblicazione dell'album in studio Latin Virgin. In precedenza, ha pubblicato Anormal, il suo primo singolo a esordire nella Turkey Songs, scalando la classifica fino al 20º posto.
Kalbin bana kaldı (2022), in collaborazione con Bege, ha raggiunto il 15º posto della hit parade turca di Billboard. 24/7 (2023), sempre in collaborazione con lo stesso artista, si è posizionata al 2º posto della classifica.
Nel febbraio 2025 è ritornata sulle scene musicali con Kahpe, un duetto con Lvbel C5 e Akdo, nonché il suo secondo singolo a entrare la top ten della Turkey Songs.

## Discografia

### Album in studio
- 2023 – Latin Virgin

### EP
- 2021 – Molly Mo Music

### Singoli
- 2019 – Make Up
- 2019 – Gucci (feat. Big Baby Tape)
- 2020 – Luna
- 2021 – Mudak
- 2021 – Carousel
- 2021 – Korol'
- 2022 – Kalbin bana kaldı (con Bege)
- 2022 – Anormal
- 2022 – Beynimi siktin
- 2022 – Hapisane
- 2023 – Estafurla
- 2023 – Piç böcek
- 2023 – 24/7 (con Bege)
- 2023 – Balenciaga
- 2023 – Baby naber?
- 2023 – Trip attım
- 2023 – Kedi gibiyim
- 2024 – Special
- 2024 – Tantuni
- 2025 – Kahpe (con Lvbel C5 e Akdo)